# شيفريات
الشيفريات (الاسم العلمي: Carinariidae) وتعرف بالأسم الشائع "متغايرات القدم"، هي فصيلة حيوانات بحرية من الرخويات بطنيات القدم. توجد في جميع مناطق البار المفتوحة في العالم